# India Martínez
India Martínez (Cordova, 13 ottobre 1985) è una cantante spagnola.
Dopo aver pubblicato i primi due album ed esser stata nominata come miglior artista ai Latin Grammy del 2009, firma un contratto con la Sony Music e produce gli album successivi sotto questa etichetta: i suoi dischi entrano tutti in classifica in Spagna, Te Cuento un Secreto (2016) raggiunge anche la prima posizione nel paese iberico.
Nel 2015 ha vinto il premio Goya per la migliore canzone con il brano Niño sin Miedo, della colonna sonora del film El Niño, diretto da Daniel Monzón.

## Discografia

### Album in studio
- 2004 - Azulejos de Lunares
- 2009 - Despertar
- 2011 - Trece Verdades
- 2012 - Otras Verdades
- 2013 - Camino De La Buena Suerte
- 2014 - Dual
- 2016 - Te Cuento un Secreto